# 魔女っ娘ア・ラ・モードII 〜光と闇のエトランゼ〜
『魔女っ娘ア・ラ・モードII 〜光と闇のエトランゼ〜』（まじょっこア ラ モード ツー ひかりとやみのエトランゼ）は2005年6月24日にF&C FC01より発売された18禁恋愛ADV+SLG。2007年6月28日にGN SoftwareよりCEROレーティング15才以上対象のPlayStation 2版『魔女っ娘ア・ラ・モードII 〜魔法と剣のストラグル〜』（まじょっこア ラ モード ツー まほうとけんのストラグル）が発売され、2008年4月24日にはPS2版のベスト版が発売された。

## あらすじ
ライル・ディストは日々魔法の練習を屋外でしては導師様に怒られては逃げるという日々を繰り返していた。そんなある日、幼馴染のジェシカ、優等生のミレイユとライルたちの元に魔物討伐の命令が下る。そこで出会った女の子ミント・レンティルに「鍵」の存在と魔物の関係を聞かされる。マリーやレイスも参加を申し込み魔物を討伐していく。「鍵」の秘密が明かされるとき真実と黒幕が見えてくる。ライルとミントたちの夢と冒険の物語。

## 登場人物
声はPC版 / PS2版の順に表記。
ライル・ディスト
声：原田友貴
この物語の主人公。導師と争っている。マリーメイアに対して結構なれなれしい（図々しい?）。ミレイユを先輩と尊敬しているのに、なぜか他人行儀である。仲間を思う気持ちが強く、闇の魔法（心の魔法）を習得している。
ミント・レンティル
声：みる / 壱智村小真
身長152cm。3サイズはB78、W52、H80。
この物語のメインヒロインで準主人公。物語の「鍵」を保管している。故郷を滅ぼした姉のことを追い続けているが、心からは恨んでいないようだ。自分より他人を優先する、物静かで控えめな性格。使命を果たす為に自己犠牲的な行動を取りがち。
ジェシカ・ファイアンス
声：大野まりな
身長148cm。3サイズはB85、W54、H82。
魔法学院の生徒。ライルに昔モンスターのクールシュから助けてもらったことがあり、それ以来ライルに懐いている。活発で明るいが、嫉妬深い。一人称は「ボク」。
ミレイユ・ブリリアント
声：静木亜美
身長164cm。3サイズはB87、W59、H86。
魔法学院の学院長の娘にして首席の優等生でもあり、ライルの憧れている先輩。優しくて面倒見が良く、母性的でのんびりしている。紅茶と演劇が大好き。
マリーメイア・グローリー
声：金松由花 / 井上みゆ
身長138cm。3サイズはB70、W53、H73。
通称・博士、マリー、グローリー（君）。レイスを造った張本人にして、好奇心旺盛なトラブルメーカー。魔法学院内に勝手に研究所を作り、住み着いている。魔力が多いライルに興味を示し、発明に生かす目的で誘惑する。外見は幼く見えるが年齢不詳。
レイス
声：風音 / 櫻井浩美
身長166cm。3サイズはB85、W54、H84。
マリーが造ったホムンクロス一号。マリーをマスターと呼び敬愛していて、主人を敵と見出す者には容赦しない。感情の起伏が少ない、才色兼備でクールなメイド。
アイビス・レンティル
声：和葉 / 伊藤葉子
身長167cm。3サイズはB89、W56、H90。
ミント・レンティルの姉。かつて自分の一族を滅ぼした。世界平和のためにとある人に騙されて、ミント以外を皆殺しにしたうえ、ミントが持っている宝玉を狙っている。
ロランド・ブリリアント
声：非公開
身長172cm。
魔法学院の学院長。ミレイユの父。いつも目が笑っているが心では何を考えているのかわからない人。ミレイユやライルは勿論他の学院生も憧れている。
衛兵
声：非公開
町に危険が迫った時やライル達が魔物討伐遠征のときなどに声をかけてくれる。
PS2版のみサラが隊長として活躍する会話が出てくる。
老魔法使い
声：非公開
プロローグや指示などでライル等に声を掛けて来る導師。マリーメイアは親しみなのか不明だが導師の爺さんと呼んでいる。
クールシュ
声：非公開
ジェシカが子供のころに襲われた魔物。その正体は元学院長クールシュ・ブリリアント。
アエス・ブリリアント
声：非公開
ロランドの妻でミレイユの母。すでに故人である。
ミント女王
トゥルーENDに出てくる女王。前作『魔女っ娘ア・ラ・モード』に続く話にもなっている。

### PS2版追加キャラクター
サラ・マジェスティア
声：後藤邑子
3サイズはB86、W56、H85。
ライルたちの姉的存在。明朗快活で正義感が強く、マリーも敵わない。幼少の頃から狩猟の手伝いで武芸が鍛えられており、街を守る衛兵達の隊長を務めている。ラティスの双子の姉。
ラティス・マジェスティア
声：佐本二厘
サラの双子の妹。こちらもライルたちからは姉的存在であり、朗らかで気配り上手。トゥインクルシティの市街地で営む実家の喫茶店を手伝ったり、狩りに出たりしている。弓術が得意。
ヒトニンジン
声：櫻井ありす
草原で出会った変わった植物。なぜか喋れる。
スーマリ
声：井上みゆ
マリーが影でライルを拉致し、意識を容れて造ったホムンクロス。マリーの悪い心をすべて持って行き、学院に恨みを持ったホムンクロスができた。
ライルの魔法を受け継いでおり、ボディはレイスと同じだが魔力は桁違い。

## ゲームシステム
本作品は主に「アドベンチャーモード」・「魔法合成パート」・「戦闘モード」の3つに分かれている。
- 「アドベンチャーモード」
一般の恋愛シミュレーションと同様、選択肢や人物アイコンを選んで行くモード。
- 「魔法合成パート」
魔法と魔法を合成して新たな魔法を誕生させたりキャラクターのレベルを上げたりできる。
- 「戦闘モード」
このモードはこのゲームで約4割 - 5割（Endingにより異なる）を占めている。
「魔法合成パート」で誕生させた魔法を使い敵と戦っていく。

### 特別な魔法
イルミナンス（ミントルート）
ライルの使う闇魔法。光の拳で殴る。
ダークファング（ジェシカルート）
ジェシカの使う闇魔法 全ステータスを50%下げる。
スピリットビリット（ミレイユルート / マリールート）
ライルの使う闇魔法。螺旋状に光が敵に飛んでいく。
ウィル、アブソリティ、エンバティ、リリーズ
この4つが無いとトゥルーエンドに行けない。

## スタッフ
- 原画：池上茜、有子瑶一、森永こるね
- シナリオ：定池真実、キオナネマヤ、田中タクヤ（PS2のみ）
- 音楽：DOORS MUSIC ENTERTAINMENT

## 主題歌
- OP曲：「MAKE ME CRAZY」
- ED曲：「link energy/Blasterhead」